# 锦绣坊21号民居
锦绣坊21号民居位于中国江苏省南京市秦淮区内桥以南、中华路以东的王府园小区内（原属白下区，并入秦淮区）。该建筑原位于锦绣坊21号，存有原属清代贡院建筑梁架上的雕刻构件，1991年原建筑的一部分与户部街某处古建筑的一部分合并移建为白下区文物陈列馆，现由多家单位办公使用。

## 图集

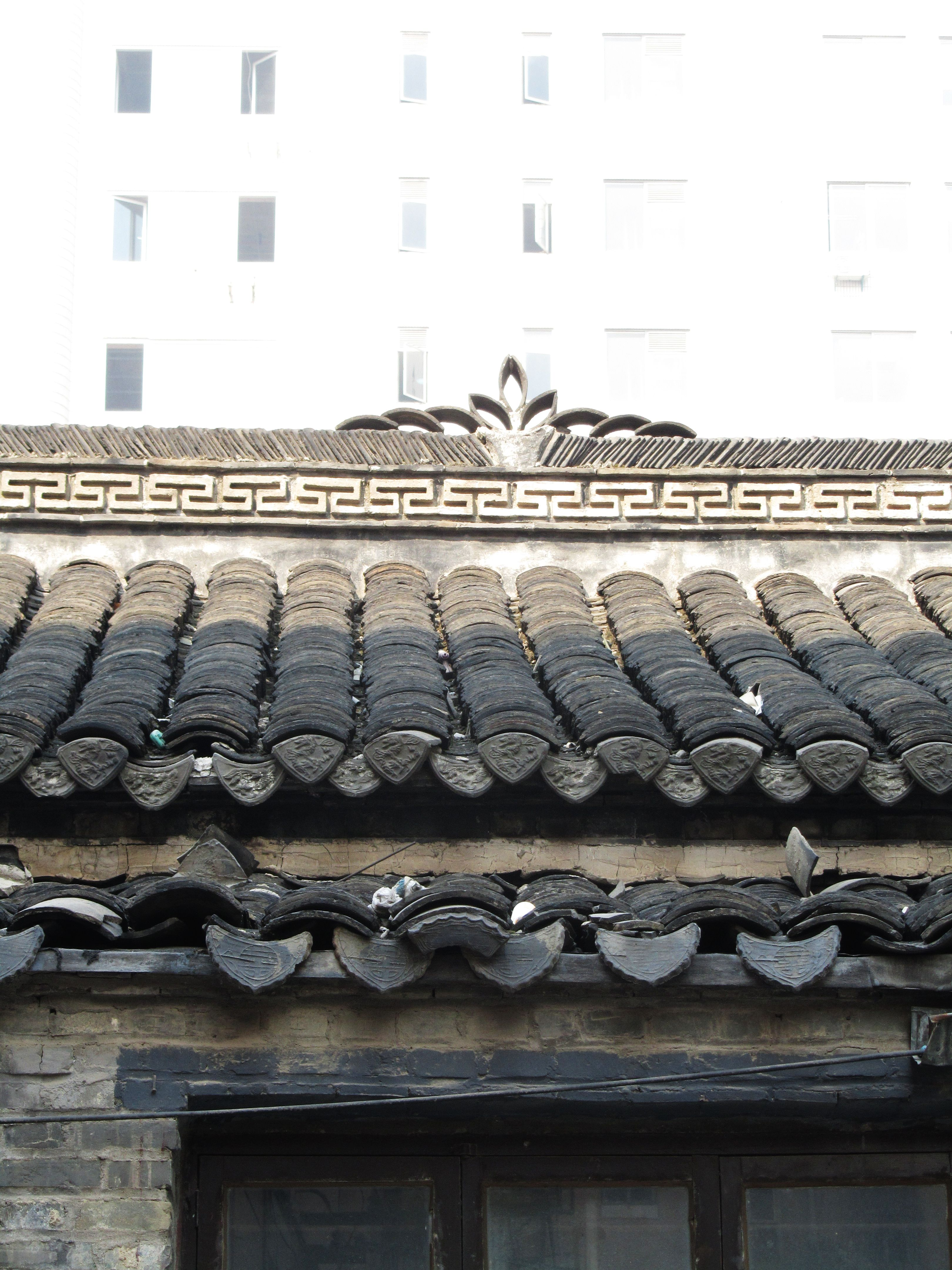
屋脊中部
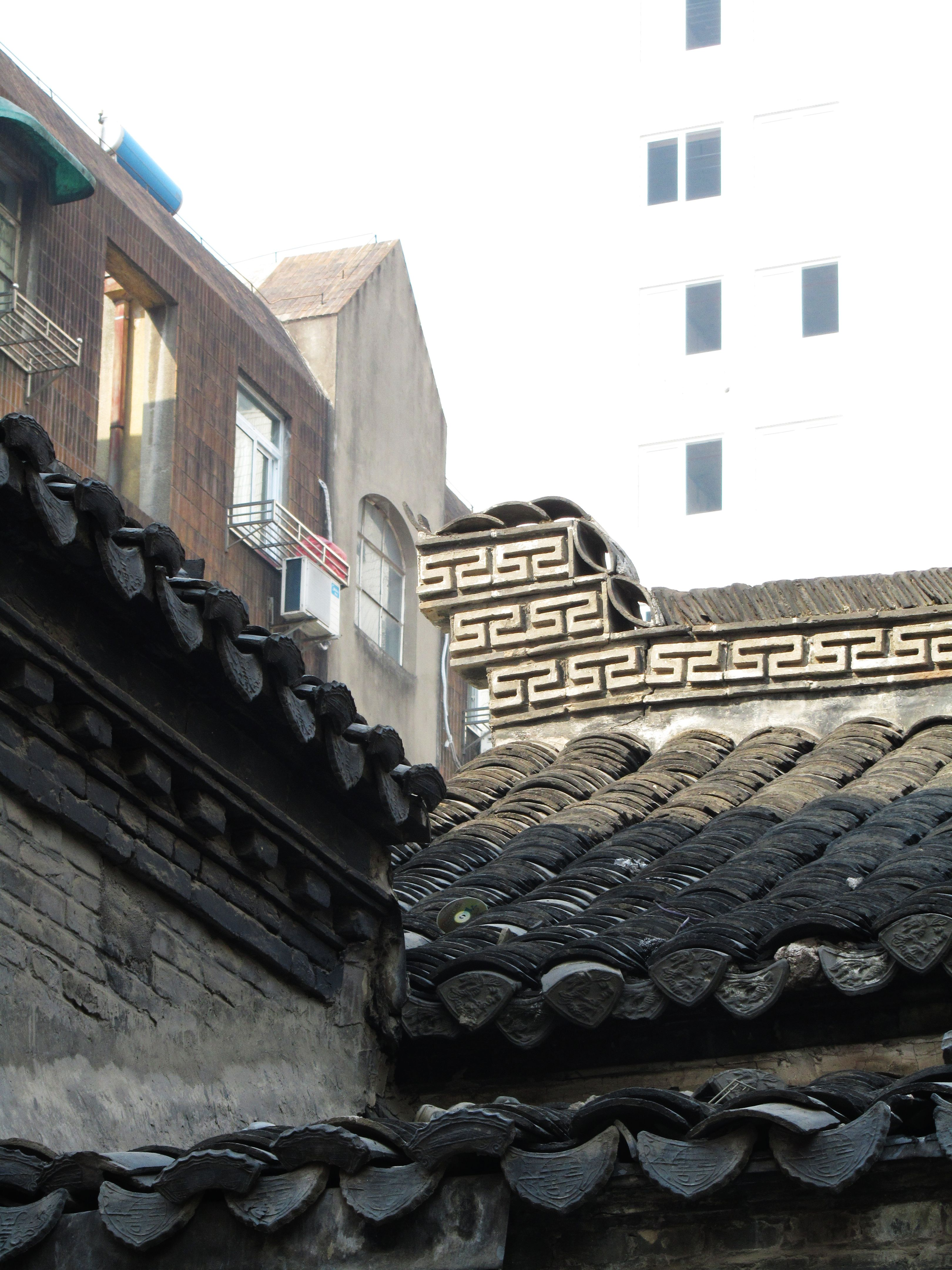
屋脊端部
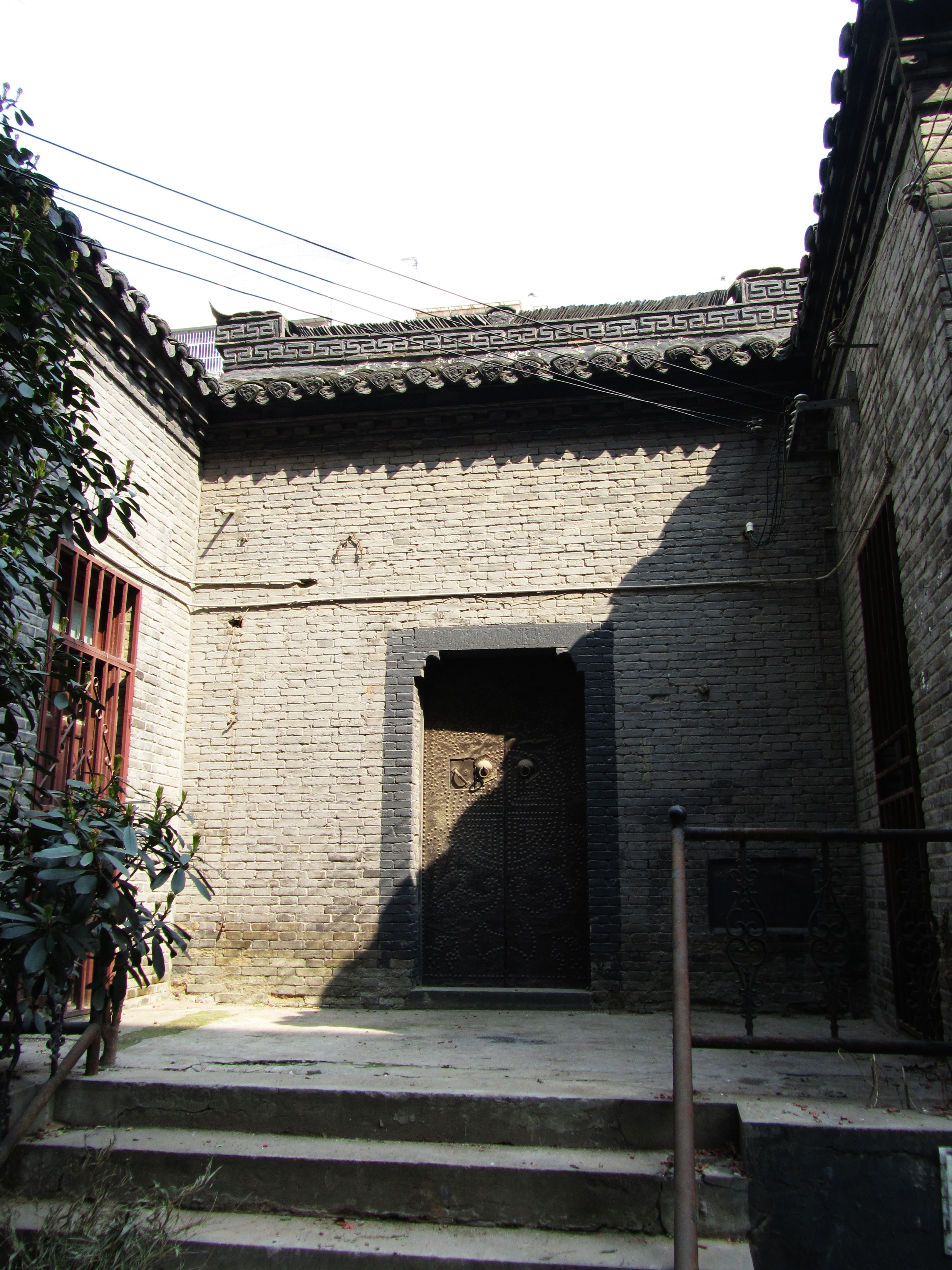
大门
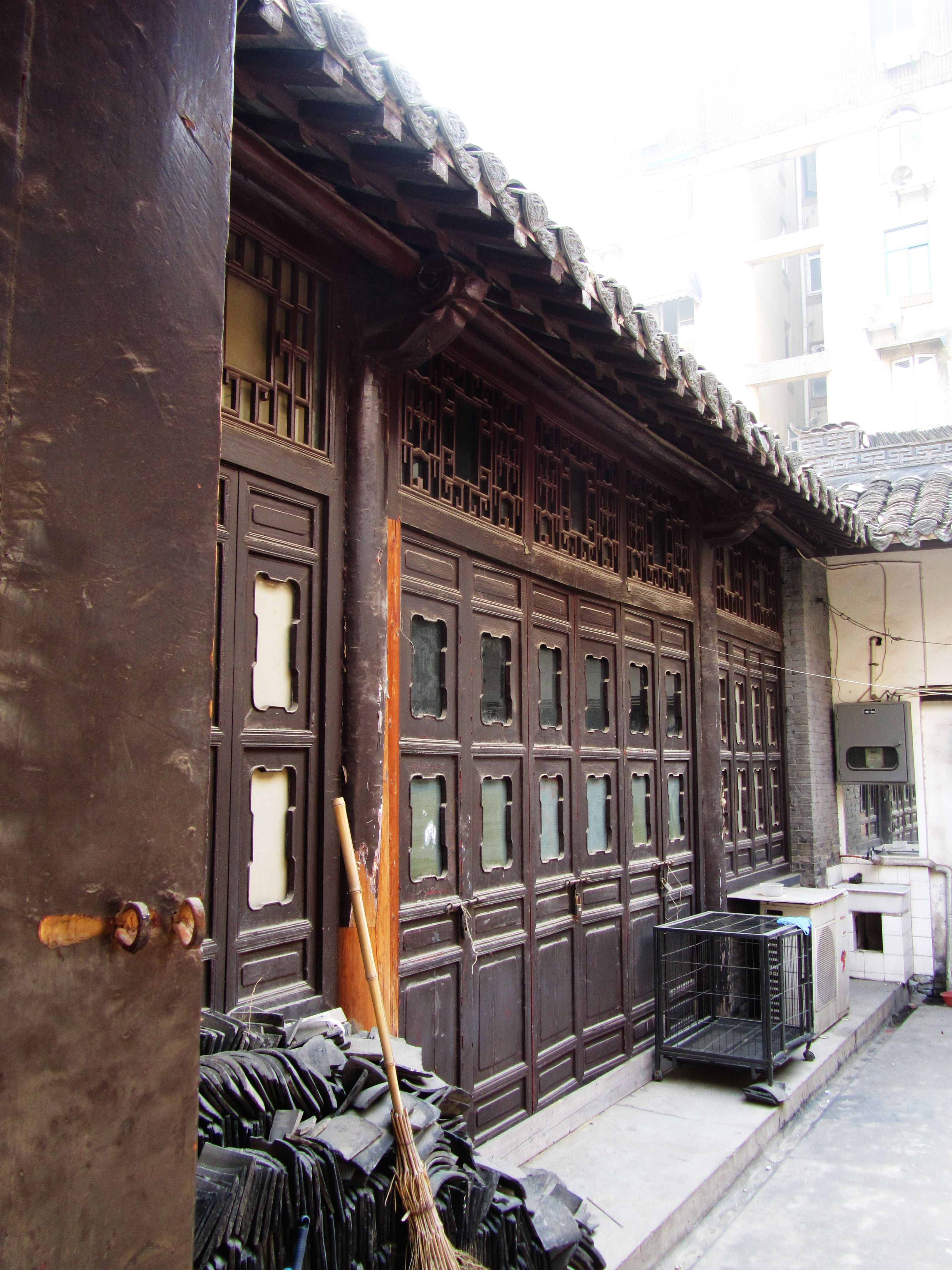
内院